# Robert Kehl
Robert Kehl (* 1914; † März 2001) war ein Schweizer Jurist und Kirchenkritiker.

## Leben
Nach dem Abitur an einem Missionsgymnasium studierte Robert Kehl scholastische Philosophie und Theologie. Nach langjährigen Glaubenszweifeln trat er aus der Kirche aus und studierte Jura. Nach der Promotion war er am Obergericht Zürich als Referent in Ehesachen sowie als Lehrbeauftragter für Spezialgebiete des Eherechts an der Universität Zürich tätig. Er veröffentlichte zahlreiche juristische Werke für die Praxis der Gerichte und Anwälte.
Daneben war er Präsident einer Vereinigung für Sexualreform. In dieser Zeit entstand Sexus und falsche Schuldgefühle.
Nach seiner Heirat begann Robert Kehl seiner pietistischen  Frau zuliebe mit dem Studium von Bibel und Kirchengeschichte. Er sah eine fundamentale und verhängnisvolle Fehlentwicklung der Kirche, was ihn zu zahlreichen christentums- und kirchenkritischen Publikationen veranlasste und auch zur Herausgabe der Zeitschrift Universelle Religion, die von 1979 bis 1992 erschien.
Ab 1984 war Robert Kehl Vorstandsmitglied der schweizerischen Vereinigung für humanes Sterben Exit (Schweiz) und wurde zum Fachmann für ethische und rechtliche Probleme zum Thema Sterbehilfe. Er verfasste hierzu das Standardwerk Sterbehilfe. Ethische und juristische Grundlagen und das Werk Die Rechte der Toten.
Nach seiner Pensionierung war er noch acht Jahre als Rechtsanwalt tätig und engagierte sich für Umwelt- und Gesundheitsschutz, wobei seine Arlesheimer Beiträge entstanden.

## Die Kirchenkritik
Nach der Überzeugung Kehls ist das Christentum der Kirchen und Fundamentalisten nicht die Religion Jesu, sondern die des Paulus, also Paulinismus. Die wichtigsten Positionen dieser Religion (Heilslehre, Morallehre, die Christologie, das Priestertum und die Sakramente) beruhen auf den Schriften des Paulus.

## Werke
- Sexus und falsche Schuldgefühle. Zeitgemässe Sexualethik. Bibelstudie eines Nichttheologen.  Origo Verlag Zürich 1965.
- Sterbehilfe. Ethische und juristische Grundlagen. Zytglogge Gümlingen; Bonn 1989 ISBN 3-7296-0312-4
- Die Rechte der Toten. Schulthess Polygraphischer Verlag  Zürich 1991 ISBN 3-7255-2953-1
- Arlesheimer Thesen zu einem griffigen Umweltstrafrecht. Verlag Weltbund zum Schutz des Lebens. Schweiz
- Arlesheimer Gesundheitsmanifest. Verlag Weltbund zum Schutz des Lebens. Schweiz
- Was ist der Mensch?. ERP-Verlag. Zürich 2000. ISBN 3-905552-04-3
- Der Wandel im religiösen Denken. Band I: Kirchenreform mit Vergangenheitsbewältigung. Karlsruhe 1998 ISBN 3-930760-39-8
- Der Wandel im religiösen Denken. Band II: Die Religion des modernen Menschen. Frankfurt am Main 2001
- Der Wandel im religiösen Denken. Band III: Heiden oder Christen. Der Glaube großer Denker, Dichter und Musiker, Rohrbach/Pfalz 2003 ISBN 3-930760-40-1